# Rubus majusculus
Rubus majusculus är en rosväxtart som beskrevs av Henri L. Sudre. Rubus majusculus ingår i släktet rubusar, och familjen rosväxter. Utöver nominatformen finns också underarten R. m. frondosus.